# Pearland
Pearland – miasto w Stanach Zjednoczonych, w stanie Teksas, w hrabstwie Brazoria. Fragmenty miasta znajdują się również w pobliskich hrabstwach: Fort Bend i Harris. W latach 2010–2020 populacja miasta wzrosła o 37,9%, do 125,8 tys. mieszkańców, co czyni z Pearland jedno z najszybciej rozwijających się miast Teksasu. Wysoko oceniane szkoły, dzielnice z udogodnieniami o wyjątkowej jakości życia oraz korzystna lokalizacja miasta w obszarze metropolitalnym Houston są głównymi czynnikami przyciągającymi nowych mieszkańców.
Pearland jest domem dla wielu firm z branży nauk przyrodniczych i producentów urządzeń medycznych, w tym szwajcarskiego zakładu produkującego terapię komórkową i genową – Lonza Group.

## Historia
Nazwa miasta pochodzi od grusz, które stanowiły większość okolicznych sadów, a jego założycielem w 1894 roku był emigrant polskiego pochodzenia Witold von Zychlinski. Miasto zostało dotkliwie zniszczone przez huragany z lat 1900 i 1915, a populacja powróciła do stanu z początku wieku dopiero w latach 40. Pearland uzyskał prawa miejskie w roku 1959.

## Demografia
Inną cechą, którą przypisuje się miastu jest różnorodność w populacji. Według spisu w 2020 roku, 38,9% stanowiły białe społeczności nielatynoskie, 24,6% to byli Latynosi, 19,5% stanowiły osoby czarnoskóre lub Afroamerykanie i 14,6% to byli Azjaci. 